# Alexeï Korneïev
Pour les articles homonymes, voir Korneïev.
Alexeï Aleksandrovitch Korneïev (russe : Алексей Александрович Корнеев) (né le 6 février 1939 à Moscou à l'époque en Union soviétique, aujourd'hui en Russie, et mort le 14 décembre 2004 dans la même ville) est un joueur de football international soviétique (russe), qui évoluait au poste de milieu de terrain et de défenseur, avant de devenir ensuite entraîneur.

## Biographie

### Carrière de joueur

#### Carrière en club
Avec le club du Spartak Moscou, il remporte un titre de champion d'URSS et deux Coupes d'URSS.

#### Carrière en sélection
Avec l'équipe d'URSS, il joue 6 matchs (pour aucun but inscrit) entre 1964 et 1966. 
Il joue son premier match en équipe nationale le 13 mai 1964 contre la Suède et son dernier le 28 juillet 1966 contre le Portugal.
Il figure dans le groupe des sélectionnés lors de la Coupe du monde de 1966 organisée en Angleterre. Lors du mondial, il joue deux matchs : contre le Chili et le Portugal.
Il participe également au championnat d'Europe des nations de 1964, où son équipe atteint la finale, en étant battue par l'Espagne.

## Statistiques
| Saison                | Club                  | Championnat           | Championnat | Championnat | Coupe(s) nationale(s) | Coupe(s) nationale(s) | Compétition(s) continentale(s) | Compétition(s) continentale(s) | Compétition(s) continentale(s) | Total | Total |
| Saison                | Club                  | Division              | M.          | B.          | M.                    | B.                    | Comp.                          | M.                             | B.                             | M.    | B.    |
| 1957                  | Spartak Moscou        | D1                    | 1           | 0           | -                     | -                     | -                              | -                              | -                              | 1     | 0     |
| 1958                  | Spartak Moscou        | D1                    | -           | -           | -                     | -                     | -                              | -                              | -                              | 0     | 0     |
| 1959                  | Spartak Moscou        | D1                    | 17          | 0           | 1                     | 0                     | -                              | -                              | -                              | 18    | 0     |
| 1960                  | Spartak Moscou        | D1                    | 14          | 0           | -                     | -                     | -                              | -                              | -                              | 14    | 0     |
| 1961                  | Spartak Moscou        | D1                    | 15          | 0           | 5                     | 0                     | -                              | -                              | -                              | 20    | 0     |
| 1962                  | Spartak Moscou        | D1                    | 18          | 0           | 2                     | 0                     | -                              | -                              | -                              | 20    | 0     |
| 1963                  | Spartak Moscou        | D1                    | 33          | 0           | 5                     | 0                     | -                              | -                              | -                              | 38    | 0     |
| 1964                  | Spartak Moscou        | D1                    | 20          | 0           | 3                     | 0                     | -                              | -                              | -                              | 23    | 0     |
| 1965                  | Spartak Moscou        | D1                    | 28          | 0           | 6                     | 0                     | -                              | -                              | -                              | 34    | 0     |
| 1966                  | Spartak Moscou        | D1                    | 21          | 0           | 3                     | 0                     | C2                             | 3                              | 0                              | 27    | 0     |
| 1967                  | Spartak Moscou        | D1                    | 10          | 0           | -                     | -                     | -                              | -                              | -                              | 10    | 0     |
| Sous-total            | Sous-total            | Sous-total            | 177         | 0           | 25                    | 0                     | -                              | 3                              | 0                              | 205   | 0     |
| 1968                  | Chinnik Iaroslavl     | D2                    | 22          | 0           | 2                     | 0                     | -                              | -                              | -                              | 24    | 0     |
| 1969                  | Chinnik Iaroslavl     | D2                    | 24          | 0           | 3                     | 0                     | -                              | -                              | -                              | 27    | 0     |
| Sous-total            | Sous-total            | Sous-total            | 46          | 0           | 5                     | 0                     | -                              | -                              | -                              | 51    | 0     |
| Total sur la carrière | Total sur la carrière | Total sur la carrière | 223         | 0           | 30                    | 0                     | -                              | 3                              | 0                              | 256   | 0     |

## Palmarès
| Spartak Moscou - Championnat d'Union soviétique (1) : - Champion : 1962. - Vice-champion : 1963. - Coupe d'Union soviétique (3) : - Vainqueur : 1963 et 1965-66. |  | Union soviétique - Championnat d'Europe : - Finaliste : 1964. |